# Bersaglio umano (film 1949)
Bersaglio umano (The Clay Pigeon), noto anche come Il piccione d'argilla, è un film del 1949 diretto da Richard Fleischer.

## Trama
Al termine della seconda guerra mondiale, Jim Fletcher, un soldato della United States Navy, si risveglia dal coma mentre un veterano, divenuto cieco in battaglia, tenta di strangolarlo, accusandolo di essere un traditore. Il medico e un'infermiera intervengono per salvarlo, spiegandogli con freddezza che è davvero considerato un traditore e che la corte marziale intende giustiziarlo.
Fletcher, che soffre di amnesia e non ricorda le ore precedenti al suo incidente, fugge dall'ospedale e raggiunge l'abitazione del suo migliore amico sotto le armi, Mark Gregory. Qui scopre che Mark è stato torturato e ucciso, e che proprio lui è accusato di aver commesso il misfatto. Martha, la vedova di Mark, tenta di chiamare la polizia, ma viene fermata da Fletcher, che telefona a Ted, un altro suo fidato ex-commilitone, annunciandogli che lo raggiungerà a Los Angeles con Martha per farsi aiutare da lui.
Durante il tragitto, un'automobile affianca quella di Martha, guidata da Fletcher, facendola deviare fuori strada. Fletcher si convince così di essere vittima di un complotto ed anche Martha inizia a credere nella sua buona fede. Giunto con lei a Los Angeles, Fletcher incontra per caso Tokoyama, un feroce giapponese che lo aveva frustato a sangue nel campo di prigionia. Tokoyama, che probabilmente sa cos'è effettivamente successo, fa perdere le proprie tracce, ma Ted offre a Fletcher un'occasione per acciuffarlo, comunicandogli su quale treno «la donnola» intende lasciare la città.
Recatosi all'appuntamento, Fletcher scopre che il traditore che ha ucciso Mark è Ted, in combutta con Tokoyama. Grazie all'intervento di Martha, Fletcher viene salvato prima di essere lanciato dal treno in corsa, e i due cospiratori vengono arrestati. Jim e Martha, terminata la brutta avventura, decidono di sposarsi.

## Produzione
Tratto da una storia vera, sceneggiata da Carl Foreman, il film fu girato a basso costo per doppio programma. Fonti moderne riportano che la storia di Carl Foreman si ispira a quella di un ex tecnico preso prigioniero durante la guerra che riconobbe a Los Angeles il suo vecchio carceriere giapponese.
Le riprese del film, prodotto dalla RKO Radio Pictures, durarono da fine settembre a metà ottobre 1948.
Fu il primo film prodotto dalla casa di produzione sotto la nuova direzione del miliardario Howard Hughes.

## Distribuzione
Il copyright del film, richiesto dalla RKO Radio Pictures, Inc., fu registrato il 22 febbraio 1949 con il numero LP2169.

### Accoglienza
Il Morandini gli conferisce un punteggio di 2 su 5 sia come giudizio critico sia come successo di pubblico, e lo definisce «sobriamente efficace».